# محوطه داودختر
محوطه داودختر مربوط به سدهٔ ۸ ه.ق است و در شهرستان کهگیلویه، منطقه عشایرنشین دلی مهرجان واقع شده و این اثر در تاریخ ۷ مهر ۱۳۸۱ با شمارهٔ ثبت ۶۲۸۹ به‌عنوان یکی از آثار ملی ایران به ثبت رسیده است.